# سیارک ۱۷۰۷۵
سیارک ۱۷۰۷۵ (به انگلیسی: 17075 Pankonin، نامگذاری:1999GF49) هفده هزار و هفتاد و پنجمین سیارک کشف شده‌است که در ۹ آوریل ۱۹۹۹ کشف شد.
قدر مطلق سیارک برابر ۱۴٫۱ است.